# 黃恩
黃恩，清朝政治人物。
光绪二十二年（1896年），擔任清朝廣州府南海縣知縣。后由董元度接任。